# Ommanney Glacier
Ommanney Glacier är en glaciär i Antarktis. Den ligger i Östantarktis. Nya Zeeland gör anspråk på området. Ommanney Glacier ligger 128 meter över havet.
Terrängen runt Ommanney Glacier är varierad. Havet är nära Ommanney Glacier åt nordost. Trakten är obefolkad. Det finns inga samhällen i närheten. 